# Hadriani ad Olympum
Hadriane – dawne biskupstwo w rzymskiej prowincji Bitynia I (obecnie Orhaneli w Turcji). 
Należało do metropolii Nikomedia. Znani biskupi z okresu od 325 do XII w. Obecnie biskupstwo tytularne. Ustanowione w XIX w. jako Adriani. W 1925 zmiana nazwy na obecną. Aktualnie nieobsadzone.